# 小池光典
小池光典（こいけ みつのり、1948年7月28日 - ）は石の彫刻家。
長野県松本市出身。松本深志高校を卒業後彫刻家を志し、イタリア（カラーラ美術アカデミー）、アメリカ（バーモント州立大学）などの留学を経て、石の彫刻家と成る。世界各地で行なわれる彫刻のシンポジュームに多数参加し、沢山の国にモニュメントを制作している。日本国内では造園の設計も傍らでしながら、個人、企業などのモニュメントを多数制作している。2,000年以降　石を使ったクラフトの制作も実験的に行なってている。
主な作品は、諏訪湖彫刻公園、多摩ショッピングセンターモニュメント・　セイント・タワー甲府、モニュメント・松本合同庁舎モニュメント・松本市民タイムス、モニュメント・信州博覧記念野外彫刻公園　・小海町町政40周年モニュメント　、海外では、バーリントンスクエアーモニュメント、（USA、バーモント）・リンダブルン野外彫刻公園（オーストリー）・バッテリーパーク　モニュメント・（VT.U.S.A）Pue Tho 野外彫刻公園モニュメント（ベトナム）、EMAARインターナショナル、モニュメント（Dubai, UAE）ラシャーナ、ラシャーナ彫刻公園モニュメント（レバノン）・ウタラヤン・ジャスパーアートセンター、モニュメント(インド）・リライアンス・ノレッジセンター・モニュメント(ムンバイ。インド）・Goyang彫刻公園モニュメント2016年（韓国）・WuFhu彫刻公園モニュメント（WuFho中国）・ITM University  Badodara ,Gwallior 各キャンパスにモニュメント制作（インド）・Tas Heykel Kolonishi彫刻公園　モニュメント（トルコ）・2023年には2023年にはペデバール野外彫刻公園（ラトビア）にウクライナ支援のためのモニュメントを制作している。
また世界各地で行われている国際彫刻シンポジュームに多数参加し大きな野外彫刻作品を制作している。
またたびたびアメリカバーモント州、ウエストロットランド、のワークショップでレジデンスアーチストとして滞在して、彫刻を一般の人々に教えたり展覧会に参加している。現在長野県原村判の木に判の木彫刻スタジオで数名の彫刻家と共に日々制作している。